# Église du Christ-Sauveur (Krym)
L’église du Christ-Sauveur (en arménien : Սուրբ Ամենափրկիչ եկեղեցի, en russe : Церковь Всеспасителя ou Церковь Сурб Аменапркич) est une église du diocèse russe de l’Église apostolique arménienne située à Krym (oblast de Rostov) et construite de 1895 à 1902.

## Histoire
Depuis la fin du XVIIIe siècle une importante communauté arménienne venant de Crimée est installée aux alentours de l’embouchure du Don. À côté de la ville de Nakhitchevan-sur-le-Don (devenue en 1928 un quartier de Rostov-sur-le-Don) les Arméniens ont également fondé une série de villages, dont Krym en 1779.
Un projet d’église est soumis au consistoire de Nakhitchevan-Bessarabie en 1892 et finalement approuvé le 23 août 1895. Les travaux sont achevés en 1902.

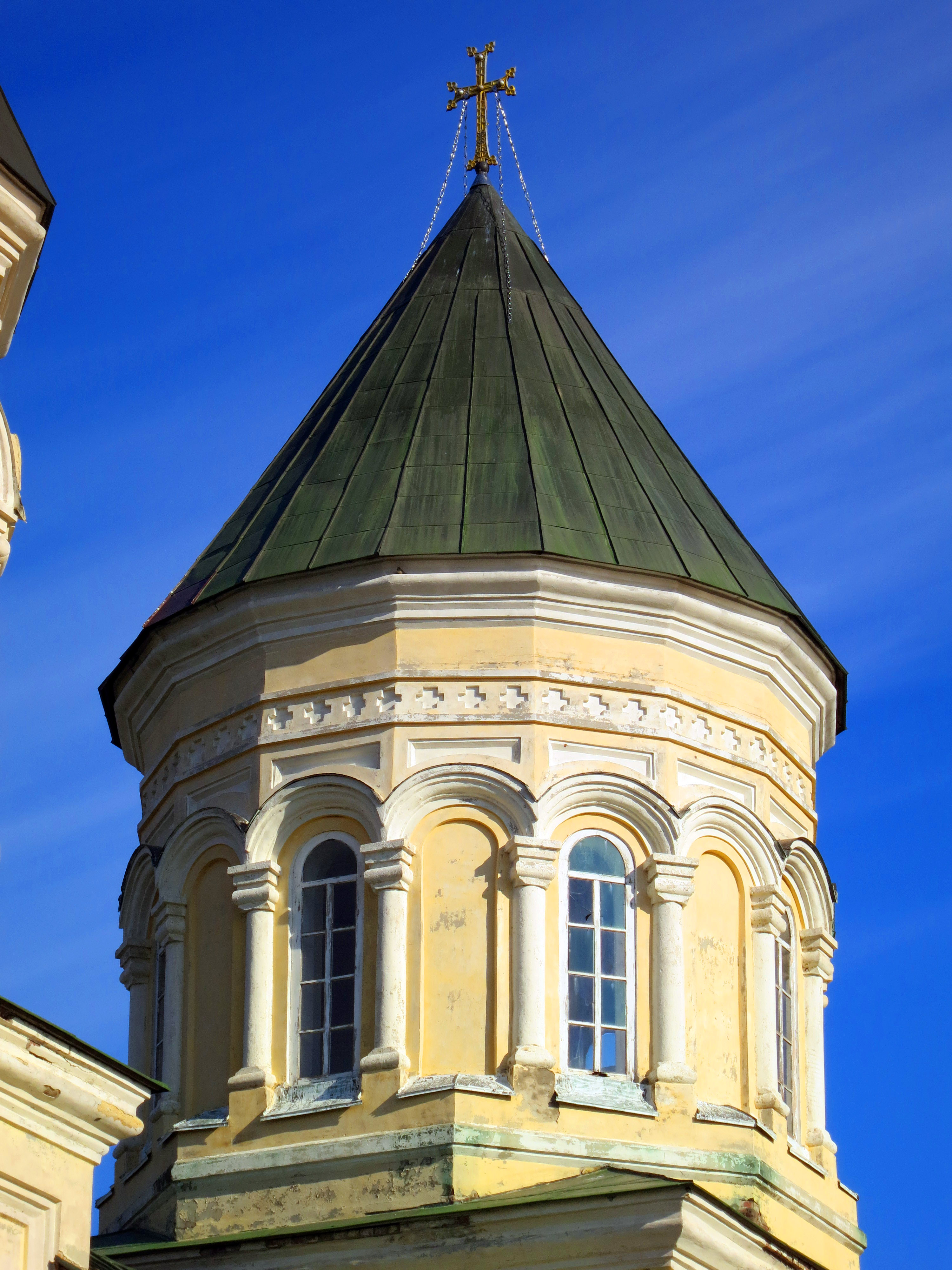
Coupole de l’église.

Le style architectural de l’église se démarque des églises arméniennes des villages environnant, surtout construites dans le style néoclassique selon un modèle-type de l’architecte de Taganrog N. Mouratov. La construction d’églises dans le style traditionnel arménien était interdit jusque vers la fin du XIXe siècle. L’église du Christ-Sauveur est érigée dans un style proche du canon arménien, en forme de croix grecque avec une coupole au toit pointu caractéristique. À la différence du style traditionnel un clocher prolonge l’une des branches de la croix grecque.
Fermée par les autorités soviétique dans les années 1930, l’église reprend du service lors de la Seconde Guerre mondiale sous l’occupation allemande. L’église est de nouveau fermée en mai 1960. Elle est rendue au culte en septembre 1996 et en activité depuis.